# 라틴아메리카 경제기구
라틴아메리카 경제기구(-經濟機構, 영어: Latin American Economic System, Sistema Econmico Latinoamericano, SELA)는 1975년에 라틴 아메리카 23개국의 대표가 조인해 1976년에 발족하였다. 라틴 아메리카의 공통의 경제문제를 협의하고, 전 세계적인 시야에서 경제전략을 검토하여, 자원개발을 효과적으로 실시하는 기구이다. 본부는 베네수엘라의 카라카스에 있으며, 27개국이 가입되어 있다.

## 가입국

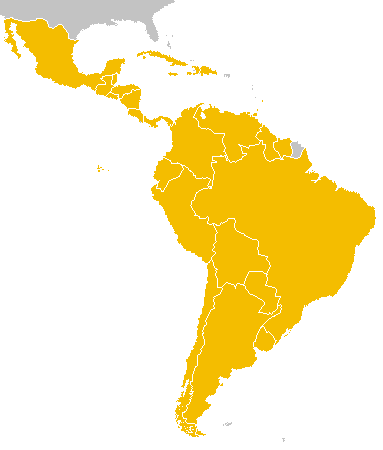
가입국

- 가이아나
- 과테말라
- 그레나다
- 니카라과
- 도미니카 공화국
- 멕시코
- 바베이도스
- 베네수엘라
- 볼리비아

- 브라질
- 수리남
- 스페인
- 아르헨티나
- 아이티
- 에콰도르
- 엘살바도르
- 온두라스
- 우루과이

- 자메이카
- 칠레
- 코스타리카
- 콜롬비아
- 쿠바
- 트리니다드 토바고
- 파나마
- 파라과이
- 페루

## 같이 보기
- 라틴아메리카 통합 협회